# Anthony Fokker
Anton Herman Gerard ‚Anthony‘ Fokker (6. dubna 1890 – 23. prosince 1939) byl nizozemský letecký konstruktér a výrobce letadel.
Narodil se v Blitar na Jávě, v té době součásti Nizozemské východní Indie (nyní Indonésie), v rodině pěstitele kávy. Kediri byla tehdy zapadlá vesnice daleko od civilizace a mladý Anthony měl spoustu volného času, který spolu se svojí jen o málo mladší sestrou trávil mezi místními domorodci. Poté, co se přestěhoval do Nizozemska, byl ve škole považován za velmi zlobivé dítě, víceméně ho nebavilo nic kromě praktických předmětů, kde mohl předvést svoji zručnost a důvtip. Ostatní předměty zanedbával natolik, že nakonec nedokončil ani střední školu.
Již během středoškolských let sledoval veškeré dění okolo nového oboru letectví a v roce 1910 ve svých dvaceti letech sestrojil první letadlo Fokker Spin (pavouk). Rok na to, v roce 1911, získal pilotní osvědčení a začal podnikat nebezpečné exhibiční lety. Tak vstoupil do dějin letectví „Létající Holanďan“.

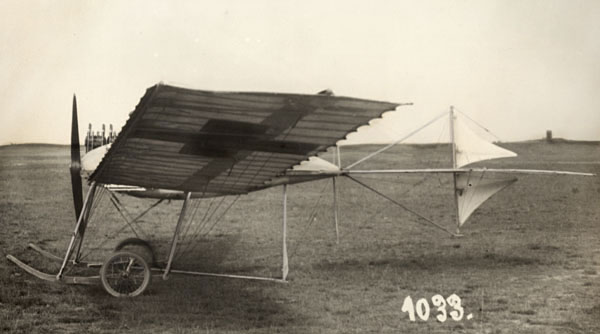
Fokker Spin

Po obchodních nezdarech v Rusku, kde se snažil získat zakázku na výrobu letadel, se zúčastnil soutěže na dodávku letadel pro německou armádu. Podařilo se mu uspět a obdržel objednávku na 10 strojů. Vzhledem k tomu, že pilotní škola, kterou provozoval pro armádní důstojníky, nevynášela tolik, aby výrobu sám financoval, požádal o finanční výpomoc svého otce a strýce. Ti založili společnost, která financovala Fokkerovu výrobu pro německou armádu i námořnictvo v jejích počátcích.
Záhy na to začala 1. světová válka a objednávky německé armády pro Fokkerovu továrnu přibývaly. Během války Fokker navrhl a vyrobil mnoho typů letadel a do dějin letectví se zapsal velkou spoustou technických vynálezů a zdokonalení. Během války však také Fokkerovi narůstala konkurence, která měla lepší konexe a získávala stále více zakázek na úkor jeho továrny. Fokkera však podporovali sami piloti, kteří jeho letadla považovali za nejlepší, a to mu zajistilo slušnou prosperitu až do samého konce války.
Na konci války, kdy spojenci Dohody likvidovali a ničili veškeré stroje a zařízení v německých továrnách, se Fokkerovi podařilo velkou část letadel i vybavení továrny přesunout do Nizozemska, kde pokračoval ve vývoji a výrobě letadel, tentokrát už také civilních.
Anthony Fokker zemřel v New Yorku v roce 1939 ve věku 49 let na pneumokokovou meningitidu.